# Pujiang, Jinhua
Pujiang, även stavat Pukiang, är ett härad som lyder under Jinhuas stadsprefektur i Zhejiang-provinsen i östra Kina.
Befolkningen uppgick till 364 138 invånare vid folkräkningen år 2000, varav 113 800 invånare bodde i huvudorten Puyang. Häradet var år 2000 indelat i nio köpingar (zhèn) samt sju socknar (xiāng). 